# Светско првенство у пливању 2017 — 4×100 м слободно микс
Такмичење у пливању у штафети 4×100 метара слободним стилом у миксу на Светском првенству у пливању 2017. одржано је 29. јула (квалификације и финале) као део програма Светског првенства у воденим спортовима. Трке су се одржавале у базену Дунав арене у Будимпешта.
За трке у овој дисциплини првобитно је било пријављено 26 екипа, али је у тркама учестовала 21 штафета. Током квалификација и финала наступило је укупно 96 пливача. Титулу светског првака освојила је штафета Сједињених Држава која је у финалу испливала резултат од 3:19,60 што је уједно био и нови светски рекорд у овој дисциплини. Америчка штафета у финалу је пливала у саставу Кајлеб Дресел, Нејтан Едријен, Малори Комерфорд и Симон Мануел. Сребро је припало штафети Холандије која је у финалу поставила и нови европски рекорд, док је бронзану медаљу освојила штафета Канаде.

## Освајачи медаља
| | Резултат   |                                                                                              | Резултат   | | Резултат |
| |            |                                                                                              |            | |          |
| Сједињене Државе · Кајлеб Дресел · Нејтан Ејдријан · Малори Комерфорд · Симон Мануел Блејк Пјерони · Таунли Хас · Лија Нил · Келси Ворел | 3:19,60 СР | Холандија · Бен Схвитерт · Кајл Столк · Фемке Хемскерк · Раноми Кромовиђојо Мауд ван дер Мер | 3:21,81 KР | Канада · Јури Кисил · Хавијер Асеведо · Шантал ван Ландегем · Пени Олексијак Маркус Тормајер · Сандрин Мејнвил | 3:23,55  |

## Званични рекорди
Пре почетка такмичења званични светски рекорд и рекорд шампионата у овој дисциплини су били следећи:
| Рекорд                         | Штафета          | Резултат | Место          | Датум           |
| ------------------------------ | ---------------- | -------- | -------------- | --------------- |
| Светски рекорд СР              | Сједињене Државе | 3:23,05  | Казањ (Русија) | 8. август 2015. |
| Рекорд светских првенстава РПр | Сједињене Државе | '3:23,05 | Казањ (Русија) | 8. август 2015. |

Током финалне трке постављен је нови светски рекорд у овој дисциплини који је уједно и рекорд светских првенстава. 
| Датум   | Трка   | Штафета          | Време рекорда | Тип рекорда |
| ------- | ------ | ---------------- | ------------- | ----------- |
| 29. јул | финале | Сједињене Државе | 3:19,60       | СР РПр      |

## Резултати квалификација
За квалификационе трке првобитно је било пријављено 26 штафета, али је у квалификацијама учестовао 21 тим. Квалификације су пливане у јутарњем делу програма 29. јула, са почетком од 10:21 часова по локалном времену, а пласман у финале остварило је 8 штафета са најбољим временима. Квалификације су се пливале у три квалификационе групе.
| ПЛ. | Група | Стаза         | Штафета          | Пливачи | Резултат       | Нап.           |
| --- | ----- | ------------- | ---------------- | --- | -------------- | -------------- |
| 01. | 3     | 4             | Холандија        | Бен Схвитерт (48,97) Кајл Столк (48,06) Фемке Хемскерк (52,77) Мауд ван дер Мер (54,09)                                  | 3:23,89        | КВ             |
| 02. | 1     | 6             | Сједињене Државе | Блејк Пјерони (48,23) Таунли Хас (48,32) Лија Нил (53,98) Келси Ворел (53,40)                                            | 3:23,93        | КВ             |
| 03. | 3     | 7             | Канада           | Јури Кисил (48,57) Маркус Тормајер (49,35) Сандрин Мејнвил (53,75) Шантал ван Ландегем (53,40)                           | 3:25,07        | КВ             |
| 04. | 3     | 3             | Мађарска         | Доминик Козма (48,25) Нандор Немет (48,61) Жужана Јакабош (54,18) Евелин Верасто (54,41)                                 | 3:25,45        | КВ НР          |
| 05. | 2     | 4             | Италија          | Алесандро Миреси (48,51) Ивано Вендраме (48,54) Федерика Пелегрини (53,80) Ерика Ферајоли (54,86)                        | 3:25,71        | КВ             |
| 06. | 2     | 7             | Јапан            | Кацухиро Мацумото (49,42) Кацуми Накамура (47,98) Томоми Аоки (54,86) Чихиро Игараши (54,65)                             | 3:26,91        | КВ KР НР       |
| 07. | 2     | 5             | Русија           | Никита Королев (49,27) Александар Попков (48,48) Викторија Андрејева (54,63) Вероника Попова (54,56)                     | 3:26,94        | КВ             |
| 08. | 3     | 0             | Аустралија       | Луис Таунсенд (49,42) Зак Инсерти (49,03) Брајана Тросел (54,74) Медисон Вилсон (54,30)                                  | 3:27,49        | КВ             |
| 09. | 2     | 1             | Кина             | Лин Јунгћинг (49,26) Цао Ђивен (49,92) Ву Ћингфенг (55,15) Суен Мејчен (55,09)                                           | 3:29,42        |                |
| 10. | 3     | 9             | Данска           | Андерс Лие (49,70) Данијел Сканинг (49,87) Сигне Бро (54,79) Емили Бекман (55,77)                                        | 3:30,13        |                |
| 11. | 1     | 3             | Израел           | Маркус Шлесингер (50,80) Лиран Коновалов (50,27) Керен Зибнер (56,14) Андреа Мурез (53,95)                               | 3:31,16        |                |
| 12. | 2     | 6             | Јужна Африка     | Даглас Ерасмус (50,02) Зејн Вадел (48,85) Ерин Галагер (55,26) Ема Челијус (57,25)                                       | 3:31,38        | KР НР          |
| 13. | 1     | 2             | Луксембург       | Жилијен Енкс (50,22) Пит Бранденбургер (51,02) Жили Мејнен (55,93) Моник Оливије (57,73)                                 | 3:34,90        |                |
| 14. | 1     | 4             | Летонија         | Увис Калнињш (50,50) Гиртс Фелдберг (50,83) Габријела Никитина (56,76) Кристина Стејна (1:00,27)                         | 3:38,36        |                |
| 15. | 3     | 6             | Јордан           | Кадир Бакла (49,46) Мухамед Бедур (50,47) Талита Бакла (1:00,69) Дара ал Бакри (59,69)                                   | 3:40,31        |                |
| 16. | 3     | 8             | Макао            | Чао Ман Хоу (52,33) Лин Сиџуанг (52,45) Тан Чи Јен (59,37) Леј Он Кеј (59,34)                                            | 3:43,49        |                |
| 17. | 3     | 1             | Аруба            | Микел Схредерс (49,80) Јорди Гротерс (53,10) Алисон Понсон (59,87) Данијела ван ден Берг (1:01,17)                       | 3:43,94        |                |
| 18. | 1     | 7             | Сејшели          | Диејн Хофман (55,23) Алексус Лерд (1:00,82) Адам Моншери (57,93) Фелисити Пејсон (58,29)                                 | 3:52,27        |                |
| 19. | 2     | 9             | Мадагаскар       | Херинијаво Росолонџатово (54.29) Андрианирина Лалономена (59.04) Елоди Марион Разафи (1:03.53) Хантан Рахарвел (1:02.53) | 3:59.39        |                |
| 20. | 2     | 2             | Таџикистан       | Олим Курбанов (59,51) Рамзијор Коркашов (1:05,14) Карина Климик (1:13,55) Анастасија Тјурина (1:11,45)                   | 4:29,65        |                |
| 21. | 3     | 2             | Малдиви          | Исмаил Мутасим Аднан (1:02,06) Аминат Шаџан (1:12,51) Саџина Ајсат (1:15,35) Мубал Азам Ибрахим (1:01,32)                | 4:31,24        |                |
|     | 1     | 5             | Словачка         | Нису наступили | Нису наступили | Нису наступили |
| 2   | 0     | Фарска Острва |                  | Нису наступили | Нису наступили | Нису наступили |
| 2   | 3     | Египат        |                  | Нису наступили | Нису наступили | Нису наступили |
| 2   | 8     | Шри Ланка     |                  | Нису наступили | Нису наступили | Нису наступили |
| 3   | 5     | Француска     |                  | Нису наступили | Нису наступили | Нису наступили |

## Резултати финала
Финална трка пливана је 29. јула у вечерњем делу програма, са почетком од 19:17 часова.
| ПЛ. | Стаза | Штафета          | Пливачи                                                                                             | Резултат | Напом. |
| --- | ----- | ---------------- | --------------------------------------------------------------------------------------------------- | -------- | ------ |
|     | 5     | Сједињене Државе | Кајлеб Дресел (47,22) Нејтан Ејдријан (47,49) Малори Комерфорд (52.71) Симон Мануел (52,18)         | 3:19,60  | СР     |
| 2   | 4     | Холандија        | Бен Схвитерт (49,12) Кајл Столк (47,80) Фемке Хемскерк (52,33) Раноми Кромовиђојо (52,56)           | 3:21,81  | НР KР  |
| 3   | 3     | Канада           | Јури Кисил (48,51) Хавијер Асеведо (48,68) Шантал ван Ландегем (53,25) Пени Олексијак (53,11)       | 3:23,55  |        |
| 4.  | 7     | Јапан            | Кацухиро Мацумото (49,38) Кацуми Накамура (47,76) Рикао Ике (53,50) Чихиро Игараши (54,14)          | 3:24,78  | НР KР  |
| 5.  | 2     | Италија          | Лука Дото (48,71) Алесандро Миреси (48,27) Федерика Пелегрини (53,49) Силвија ди Пјетро (54,42)     | 3:24,89  |        |
| 6.  | 6     | Мађарска         | Доминик Козма (48,12) Ричард Бохуш (48,54) Жужана Јакабош (53,60) Евелин Верасто (54,76)            | 3:25,02  | НР     |
| 7.  | 1     | Русија           | Данила Изотов (48,59) Александар Попков (48,48) Викторија Андрејева (54,66) Вероника Попова (53,76) | 3:25,49  | НР     |
| 8.  | 8     | Аустралија       | Луис Таунсенд (49,24) Александар Грем (48,36) Британи Елмсли (53,93) Медисон Вилсон (53,98)         | 3:25,51  |        |